# Šarovka (Oblast' di Omsk)
Šarovka è un centro abitato della Russia.